# Графф (лунный кратер)
Кратер Графф (лат. Graff), не путать с кратером Ван де Грааф (лат. Van de Graaff) и кратером Графф на Марсе, — крупный глубокий ударный кратер расположенный в юго-западной части видимой стороны Луны. Название присвоено в честь немецкого астронома Казимира Ромуальда Граффа (1878—1950) и утверждено Международным астрономическим союзом в 1970 г. Образование кратера относится к позднеимбрийскому периоду.

## Описание кратера
Ближайшими соседями кратера являются кратеры Хейровский и Друде на северо-западе, кратер Бааде на юго-востоке, кратер Каталан на юге-юго-востоке, кратеры Ридберг и Гутник на юго-западе. На северо-западе от кратера находятся горы Кордильеры, на северо-востоке долина Бувара, на юго востоке долина Бааде. Селенографические координаты центра кратера 42°18′ ю. ш. 88°43′ з. д. / 42,3° ю. ш. 88,71° з. д., диаметр 36,2 км, глубина 4,97 км.
Кратер имеет полигональную форму со спрямленной юго-восточной частью, практически не разрушен. Вал кратера с острой четко очерченной кромкой и крутым внутренним склоном сохранившим в западной части следы террасовидной структуры. У подножия внутреннего склона находятся осыпи пород. Высота вала над окружающей местностью составляет 990 м, объем кратера составляет приблизительно 940 км³. Дно чаши кратера неровное, в центре чаши имеется небольшое небольшое поднятие местности, в северо-восточной части чаши располагается мелкий кратер.
За счет своего расположения у юго-западного лимба Луны кратер при наблюдениях имеет искаженную форму, наблюдения зависят от либрации.

## Сателлитные кратеры

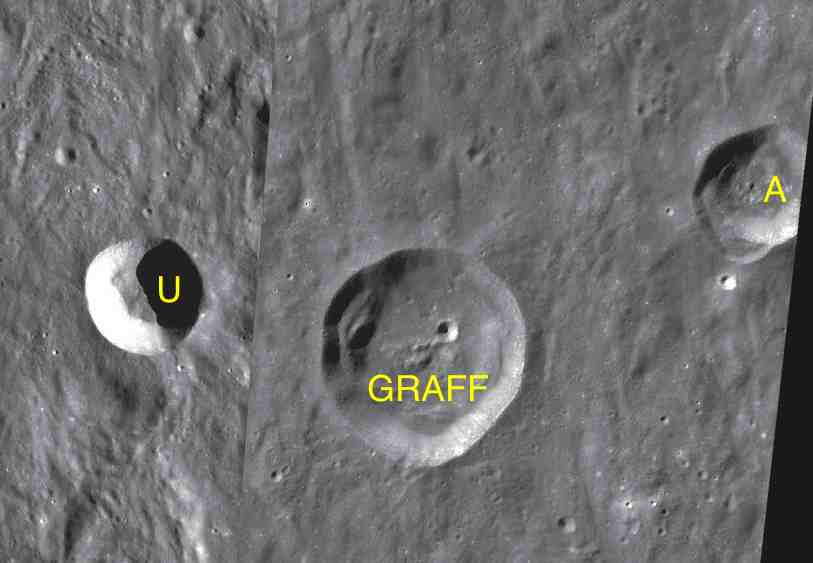
Фрагмент карты LAC-123.

| Графф | Координаты                                            | Диаметр, км |
| ----- | ----------------------------------------------------- | ----------- |
| A     | 41°12′ ю. ш. 86°19′ з. д. / 41,2° ю. ш. 86,32° з. д.  | 22,4        |
| U     | 42°05′ ю. ш. 90°50′ з. д. / 42,08° ю. ш. 90,84° з. д. | 20,4        |